# 熊本県道194号和仁菊水線
熊本県道194号和仁菊水線（くまもとけんどう194ごう わにきくすいせん）は、熊本県玉名郡和水町から山鹿市を経由し、再び玉名郡和水町に至る一般県道である。

## 概要
全線を通して隘路区間が多い。

### 路線データ
- 起点：熊本県玉名郡和水町西吉地（熊本県道・福岡県道4号玉名八女線交点、熊本県道195号和仁山鹿線起点）
- 終点：熊本県玉名郡和水町用木（福岡県道・熊本県道3号大牟田植木線交点）

## 路線状況

### 重複区間
- 熊本県道315号竈門菰田山鹿線（玉名郡和水町江栗 - 玉名郡和水町下津原）
- 熊本県道・福岡県道6号玉名立花線（玉名郡和水町平野 - 玉名郡和水町下津原）
- 熊本県道16号玉名山鹿線（玉名郡和水町高野 - 山鹿市坂田・坂田交差点）

## 地理

### 通過する自治体
- 玉名郡和水町
- 山鹿市
- 玉名郡和水町

### 交差する道路
| 交差する道路                                            | 市町村名 | 市町村名 | 交差する場所 | 交差する場所       |
| ------------------------------------------------------- | -------- | -------- | ------------ | ------------------ |
| 熊本県道・福岡県道4号玉名八女線 熊本県道195号和仁山鹿線 | 玉名郡   | 和水町   | 西吉地       | 起点               |
| 国道443号                                               | 玉名郡   | 和水町   | 大田黒       | 和水町大田黒交差点 |
| 熊本県道315号竈門菰田山鹿線 重複区間起点                | 玉名郡   | 和水町   | 江栗         |                    |
| 熊本県道・福岡県道6号玉名立花線 重複区間起点            | 玉名郡   | 和水町   | 平野         |                    |
| 熊本県道315号竈門菰田山鹿線 重複区間終点                | 玉名郡   | 和水町   | 下津原       |                    |
| 熊本県道・福岡県道6号玉名立花線 重複区間終点            | 玉名郡   | 和水町   | 下津原       |                    |
| 熊本県道16号玉名山鹿線 重複区間起点                     | 玉名郡   | 和水町   | 高野         |                    |
| 熊本県道16号玉名山鹿線 重複区間終点                     | 山鹿市   | 山鹿市   | 坂田         | 坂田交差点         |
| 福岡県道・熊本県道3号大牟田植木線                       | 玉名郡   | 和水町   | 用木         | 終点               |

### 沿線
- 玉名警察署 板楠駐在所
- 菊池川